# Vaso Warwick
El vaso Warwick es una crátera romana de mármol con ornamento báquico que fue descubierto en varios fragmentos, en 1771 en el cieno de un estanque pantanoso sobre el punto más bajo de los terrenos extensos de la villa del emperador Adriano, (76-138) en Tivoli, a unos 25 km al noreste de Roma donde Gavin Hamilton, pintor escocés, anticuario y comerciante de arte en Roma había obtenido los derechos de excavación.

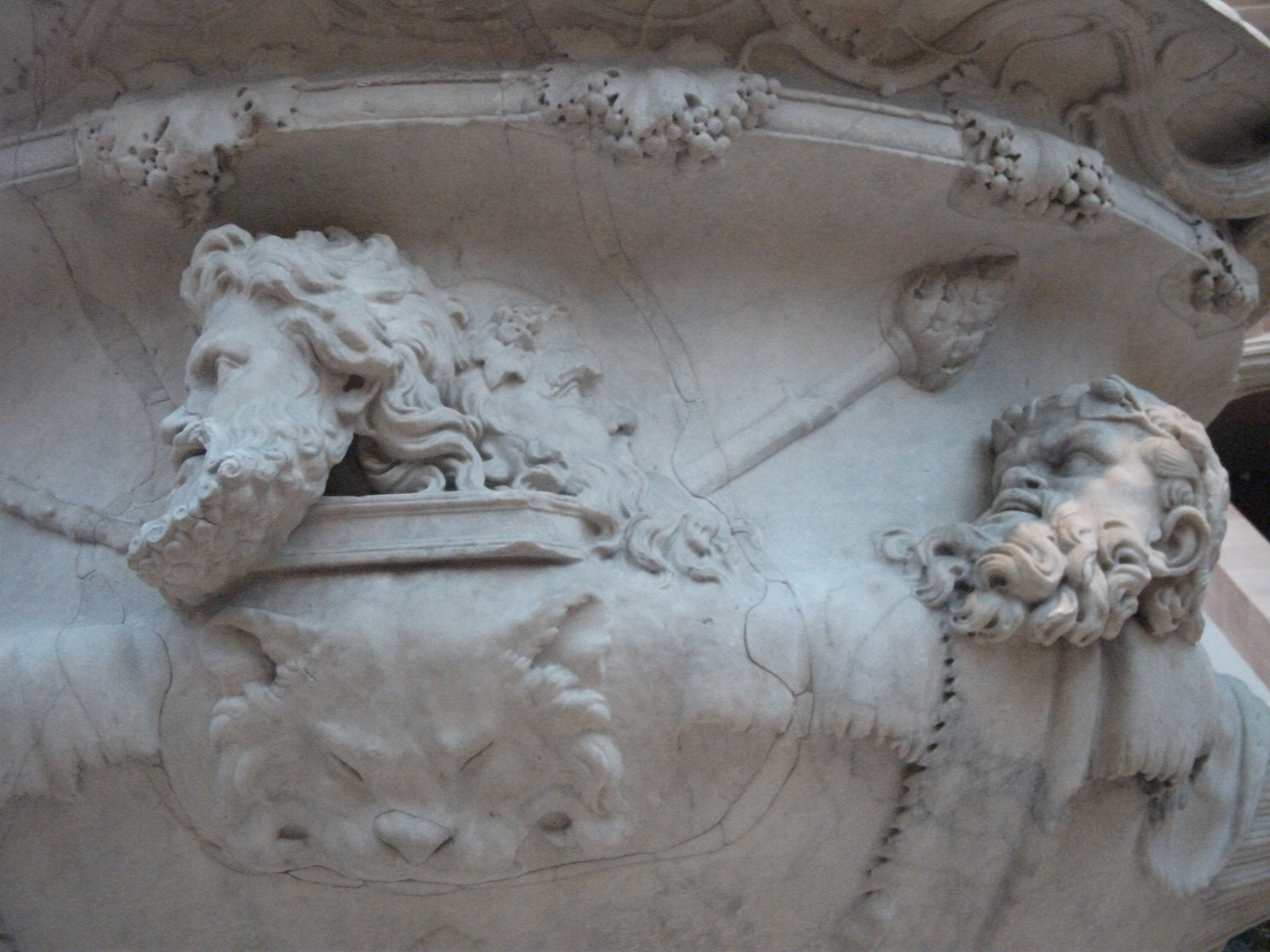
Detalle

El diseño y gran parte del adorno ricamente decorado, es romano, de principios del siglo II, se estima que fue construido entre los años 118 y 133, mide 170 cm de alto e incluye el mango de 211 cm de ancho. En su tamaño original, por lo tanto, no es un contenedor de flores, sino más bien un elemento decorativo de la arquitectura de jardín. Las dos asas consisten en dos hebras de vides entrelazadas, que continúan por debajo del borde con hojas y frutos. La parte inferior del cuerpo está cubierta con hojas de acanto. En el escudo aparece la cabeza de un felino la pared está decorada con cabezas de sátiros y la cabeza de Dionisos. La parte posterior está diseñada de la misma manera, pero en lugar de Dionisos está aquí una copia de su esposa Ariadne. La cabeza de esta mujer es un suplemento aparentemente realizado en el siglo XVIII por un escultor italiano. La vasija monumental es en forma y decoración una imitación de la antigüedad de los recipientes habituales. Las imitaciones de tales vasijas existieron desde el último período helenístico y preferentemente eran colocadas en jardines y pórticos.

## Restauración e historia posterior
Gavin Hamilton vendió más tarde los fragmentos a Sir William Hamilton, diplomático británico en la corte de Nápoles, invirtiendo 300 libras para la compra y la complicada restauración y reensamblado de la pieza, que tomó cerca de dos años, a un costo de 30,000 libras, la cual se encargó al anticuario James Byres y a Giovanni Battista Piranesi En 1774 llevó la crátera a Inglaterra.
A diferencia de la vasija de Portland, que era parte de la misma colección del embajador, Sir William Hamilton recibió una negativa del Museo Británico para la adquisición, luego en (1778) confió el objeto a su sobrino mayor George Greville, segundo conde de Warwick, quien lo colocó en el césped de su castillo del condado de Warwickshire, en el centro de Inglaterra, antes de refugiarlo en un invernadero construido específicamente para este propósito por el arquitécto William Eboral.
Después que fue vendido en Londres en 1978 y comprado por el Metropolitan Museum of Art en Nueva York, el vaso de Warwick fue declarado objeto de importancia nacional, y se denegó una licencia de exportación. Se recaudaron fondos paralelos, y, como no tenía suficiente valor arqueológico para el Museo Británico, se le destinó a la Colección Burrell, en Glasgow, se exhibe en el patio central donde se destaca con un molde original del Pensador de Rodin..

## Réplicas
El rico adorno y la forma, que se repiten en vasos manieristas del siglo XVI, se combinaron para dar al vaso de Warwick un gran atractivo a la vista del siglo XIX: se hicieron numerosos ejemplos en plata y bronce, y versiones de porcelana de Rockingham y Worcester. Los moldes fueron enviados a París, donde se hicieron dos réplicas de bronce de tamaño completo, una ahora el Castillo de Windsor, y la otra en el Fitzwilliam Museum de Cambridge. Las versiones reducidas en hierro fundido continúan siendo fabricadas como ornamentos de jardín, y de esta manera el Vaso de Warwick tomó un lugar en el repertorio visual del diseño clásico. Fue el modelo para el trofeo de tenis de plata dorada, la Norman Brookes Challenge Cup disputada en el Abierto de Australia.